# Les Beatles dans leurs 14 plus grands succès
Albums des meilleurs succès des Beatles
A Collection of Beatles Oldies
(1966)
Éditions françaises
Les Beatles
(1964) The Beatles' First
(1969)
Les Beatles dans leurs 14 plus grands succès est un album compilation du groupe britannique The Beatles, le seul publié exclusivement pour le marché français. Il comprend 14 titres qui ont eu du succès dans l'Hexagone et parmi eux, trois reprises dont deux écrites par Chuck Berry. Il est publié par Odeon, la filiale française d'EMI.

## Historique
En France, la publication des 33 tours des Beatles est calquée sur les versions britanniques bien que les pochettes de quatre des cinq premiers albums sont différentes et tous les noms, sans être traduits, sont francisés :
- With the Beatles devenait « Les Beatles » (il sera publié en premier et portant la même photo),
- Please Please Me; « Les Beatles No 1 »,
- A Hard Day's Night; « 4 Garçons dans le vent »,
- Beatles for Sale; « Les Beatles 1965 »,
- Help!; « Les Beatles chansons du film “Help !” ».

De plus, plusieurs E.P. (mais peu de singles) sont publiés et ce, dans des configurations inédites. Ceux-ci reprennent souvent la face A d'un single britannique en y rajoutant trois titres d'albums (par exemple, le second E.P. sorti en octobre 1963 contient la face A She Loves You accompagnée de Do You Want to Know a Secret, Twist And Shout et A Taste Of Honey tirées de Please Please Me). Sur d'autres E.P., on rajoute aux deux faces des singles britanniques deux autres chansons, une par côté. Les deux E.P. de chansons inédites sont aussi publiés (Long Tall Sally avec une pochette différente et Magical Mystery Tour à l'identique). Les Beatles 1965 est le seul E.P. britannique, autre que les disques de chansons inédites, qui a été publié en France; il possède les mêmes quatre chansons mais placées dans l'ordre inverse.
Pour les pochettes de la plupart de ces disques, on utilise le premier logo des Beatles, en lettres cursives avec des antennes d'insecte sur un « B » stylisé, dessiné par Terry « Tex » O'Hara suivant les indications de Paul McCartney. L'article « The » est remplacé par « les », copié de la fin du mot « Beatles » en gardant la lettre minuscule.
Odeon sort le 2 février 1964, Les copains d'outre-manche Paris-Londres (OSX 223), un disque compilation d'enregistrements beat par des artistes variés, tels The Hollies et Adam Faith and The Roulettes (en), sur lequel se trouvent Love Me Do, P.S. I Love You des Beatles et leur reprise Baby It's You qui clôt l'album. De plus, on y entend les chansons signées Lennon/McCartney Hello Little Girl, interprétée par The Fourmost, I'll Keep You Satisfied (en) et Bad to Me (en), par Billy J. Kramer and the Dakotas. On y inclus aussi l'instrumental Magic Carpet des Dakotas, une composition du producteur George Martin,,.

## La compilation
Pour pleinement profiter de la manne qu'était la Beatlemania, Odeon pris l'initiative de publier, en 1965, ce « best-of » avec, entre autres, certains titres qui ne se retrouvaient pas sur les albums,. Les Beatles dans leurs 14 plus grands succès atteindra la 80e position du palmarès français. Parlophone fera de même l'année suivante avec A Collection of Beatles Oldies… But Goldies! lorsque les Beatles seront au travail sur l'album Sgt. Pepper's Lonely Hearts Club Band et qu'aucun disque n'était disponible lors de la très lucrative période des fêtes. Cette compilation britannique, contenant la pièce inédite Bad Boy, sera aussi commercialisée en France où elle atteindra la 5e position.

### Pochette

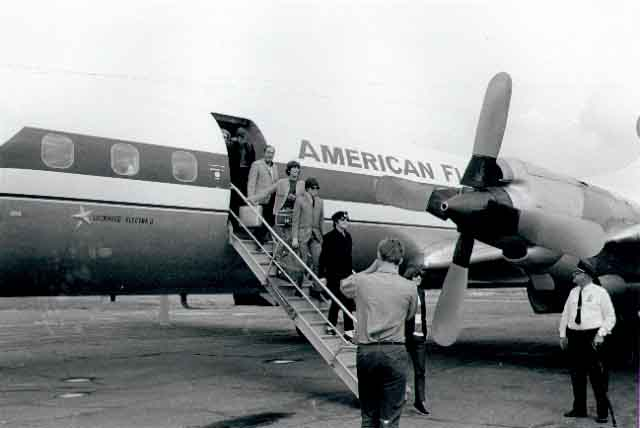
Les Beatles à leur arrivée à l'aéroport de Saint-Paul-Minneapolis, en août 1965, à bord d'un appareil American Flyer.

On peut voir, sur la couverture, une photo des membres du groupe montés à cheval, prise dans un ranch le 19 septembre 1964 par le photographe américain, d'origine allemande, Curt Gunther. Celui-ci a suivi les Beatles tout au long de la première tournée en Amérique du Nord,, du 17 août au 21 septembre, le groupe parcourant 65 000 kilomètres (40 000 miles) pour jouer devant un demi million de spectateurs dans 25 villes différentes. Le 18 septembre, la veille du 30e anniversaire de naissance de leur manager Brian Epstein, le groupe quitte Dallas, en jet Electra, pour Walnut Ridge en Arkansas où le pilote et millionnaire Reed Pigman les attend dans son avion privé, un Cessna sept places à deux moteurs. Le groupe et son manager, accompagnés de Neil Aspinall et de Curt Gunther, s'envolent vers son ranch situé à Alton dans le sud du Missouri (Derek Taylor et Mal Evans doivent s'y rendre en voiture). Ils y passent deux jours à faire de l'équitation, de la pêche et surtout à se prélasser au soleil. Dix-neuf mois plus tard, le 22 avril 1966, ce pilote et président de la compagnie aérienne American Flyers mourra d'une crise cardiaque aux commandes de son Electra (en), le même appareil qui avait transporté les Beatles de ville en ville lors de leur tournée, qui s'écrasera et causera la mort de 81 des 98 personnes à bord. Le pilote de 59 ans souffrait de diabète et de problèmes cardiaques qu'il avait omis de déclarer,.
Au dos de la pochette, se trouve quatre photos noir et blanc. La première prise par Dezider Hoffmann sur la plage de Brean, municipalité limitrophe au sud de Weston-super-Mare dans le comté du Somerset, où les Beatles, affublés de canotiers et de costumes de bain d'époque, loués du costumier M. Berman Ltd (le même qui fabriquera les uniformes de Sgt Pepper), font voler des cerfs-volants en forme de scarabées. Sur une autre, prise à Miami en février 1964 par Bob Gomel (en) pour Life Magazine, ils sont étalés sur des chaises pliantes. La séance photo, prévue se dérouler à leur hôtel mais qui était envahie de fans, a été effectuée dans le calme à la résidence de Paul Pollak, et sa femme Jerri, propriétaire d'un hôtel et ancien chef d'orchestre d'un big band. Leslie Bryce, le photographe attitré au fanzine The Beatles Book Monthly, pour sa première assignation avec le groupe, est l'auteur de celle où le groupe joue à quatre du même côté au tennis de table, prise au Winter Gardens à Margate lors de leur passage du 8 au 13 juillet 1963[réf. nécessaire]. Le photographe du dernier cliché, qui montre le groupe courant dans un parc, est inconnu. Un fac-similé de leurs autographes y est aussi imprimé. De la publicité pour cinq éditions françaises déjà publiées, albums et EP, complète la mise en page.

## Liste des chansons
Tous les titres sont composés par Paul McCartney et John Lennon, sauf mention contraire.  Les symboles ƒA - ƒB représentent la première chanson sur la face A ou B d'un E.P. publié en France (et qui étaient publiées en singles au Royaume-Uni). L'astérisque dénote une chanson qui sera incluse dans la compilation A Collection of Beatles Oldies, publiée l'année suivante par Parlophone. 
| 1. | From Me to You *                            | 45 tours - ƒA - 1963    | 1:56 |
| 2. | Please Please Me                            | 45 tours - ƒA - 1963    | 2:00 |
| 3. | She Loves You *                             | 45 tours - ƒA - 1963    | 2:22 |
| 4. | Twist and Shout (Phil Medley, Bert Russell) | Please Please Me - 1963 | 2:35 |
| 5. | I Saw Her Standing There                    | Please Please Me - 1963 | 2:52 |
| 6. | I Want to Hold Your Hand *                  | 45 tours - ƒA - 1963    | 2:27 |
| 7. | All My Loving                               | With the Beatles - 1963 | 2:04 |

| 1. | Roll Over Beethoven (Chuck Berry) | With The Beatles - 1963   | 2:48 |
| 2. | Can't Buy Me Love *               | 45 tours - ƒA - 1964      | 2:11 |
| 3. | A Hard Day's Night *              | A Hard Day's Night - 1964 | 2:29 |
| 4. | I Feel Fine *                     | 45 tours - ƒA - 1964      | 3:11 |
| 5. | She's a Woman                     | 45 tours - ƒB - 1964      | 3:03 |
| 6. | Eight Days a Week                 | Beatles for Sale - 1964   | 2:44 |
| 7. | Rock and Roll Music (Chuck Berry) | Beatles for Sale - 1964   | 2:30 |